# 三角突虫瘴霉
三角突虫瘴霉（学名：Furia triangularis）是属于虫霉目虫霉科虫瘴霉属的一种真菌，寄生在半翅目昆虫上。其种加词“triangularis ”意为“三角形的”。该种分布于中国、菲律宾。